# Onthophagus eulophus
Onthophagus eulophus är en skalbaggsart som beskrevs av Bates 1887. Onthophagus eulophus ingår i släktet Onthophagus och familjen bladhorningar. Inga underarter finns listade i Catalogue of Life.